# Gruta do Salazar
A Gruta do Salazar é uma gruta portuguesa localizada na ilha do Pico, arquipélago dos Açores.